# Mario Héctor Ricardi Salinas
Mario Héctor Ricardi Salinas  (30 de noviembre de 1921 - 18 de abril de 2005) fue un botánico, taxónomo y profesor chileno.
Obtuvo su licenciatura en biología por la Universidad de Concepción. Entre los años 1960 a 1973, fue director del Departamento de Botánica y Director del Instituto Central de Biología en dicha Universidad. En noviembre de 1967 fue candidato a rector de la Universidad de Concepción, elección que ganó el Dr. Edgardo Enríquez Frödden. 
Mario Ricardi ocupó el cargo de rector subrogante de la Universidad de Concepción en la oportunidad  en que se constituyó el nuevo Consejo Superior de la universidad.  En conformidad con la Reforma Universitaria de 1968, Mario Ricardi continuó como miembro del Consejo Superior de la UdeC hasta 1973. 
En los años siguientes al golpe de Estado de Augusto Pinochet en 1973 fue profesor de botánica en la Universidad de Los Andes en Mérida.

## Algunas publicaciones
- 2000. Visión fitogeográfica de Venezuela. Ed. Plántula, 29 pp. ISBN 980-11-0449-X, ISBN 978-980-11-0449-0

- 1992. Familias de Dicotiledóneas venezolanas: evolución, filogenia, géneros. Ed. Univ. de Los Andes, Dto. de Biología, Facultad de Ciencias, ISBN 980-221-450-7, ISBN 978-980-221-450-1

- 1989. Familias de Monocotiledóneas venezolanas. Ciencias básicas: Serie biología 3008. Ed. ilustr. de Consejo de Desarrollo Científico, Humanístico y Tecnológico [y] Consejo de Publicaciones, Universidad de Los Andes, 119 pp. ISBN 980-221-219-9, ISBN 978-980-221-219-4

- 1988. Familia de Monocotiledóneas venezolanas. ISBN 980-221-219-9

- 1967. Revisión taxonómica de las Malesherbiaceas. Gayana Botánica 16: 3-139

## Honores
- creador de la reconocida y prestigiosa revista Gayana
- 1961: beca Fundación Rockefeller
- 1962: beca Guggenheim

### Epónimos
Especies
- (Asteraceae) Senecio ricardii Martic. & Quezada[3]

- (Bignoniaceae) Tabebuia ricardii M.M.Mejía[4]

- (Oxalidaceae) Oxalis ricardii Lourteig[5]

- La abreviatura «Ricardi» se emplea para indicar a Mario Héctor Ricardi Salinas como autoridad en la descripción y clasificación científica de los vegetales.[6]